# Pfister
Pfister je priimek več oseb:
- Georges-Jean-Eugène Pfister, francoski general
- Gerhard Pfister, švicarski politik
- Godefroy-Louis Pfister, francoski general
- Hank Pfister, ameriški tenisač
- Marcus Pfister, švicarski pisatelj
- Meike Pfister, nemška alpska smučarka